# Comuna Șîbene, Borodeanka
Șîbene (în ucraineană Шибене) este o comună în raionul Borodeanka, regiunea Kiev, Ucraina, formată din satele Krasnîi Rih și Șîbene (reședința).

## Demografie
Componența lingvistică a comunei Șîbene
     Ucraineană (95,9%)
     Rusă (3,54%)
     Alte limbi (0,33%)
Conform recensământului din 2001, majoritatea populației comunei Șîbene era vorbitoare de ucraineană (95,9%), existând în minoritate și vorbitori de rusă (3,54%).